# Karl Sutter
Karl Sutter (Basilea, 10 maggio 1914 – Spandau, 14 settembre 2003) è stato un astista tedesco.

## Palmarès

### Europei
- 1 medaglia:
  - 1 oro (Parigi 1938 nel salto con l'asta)